# Горлиця індонезійська
Горлиця індонезійська (Macropygia emiliana) — вид голубоподібних птахів родини голубових (Columbidae). Ендемік Індонезії.

## Опис
Довжина птаха становить 30-37 см. Голова і шия темно-руді, верхня частина тіла рудувато-коричнева, нижня частина тіла золотисто-коричнева. Хвіст довгий, тонкий, повністю рудувато-коричневий, не смугастий.

## Підвиди
Виділяють два підвиди:
- M. e. emiliana (Blyth, 1843) — Ява і західні Малі Зондські острови;
- M. e. megala Swinhoe, 1870 — острови Канґеан[en].

Енганойські і архіпелагові горилиці раніше вважалися підвидами індонезійської горлиці.

## Поширення і екологія
Індонезійські горлиці живуть в тропічних лісах. Віддають перевагу незайманим гірським тропічним лісам. Живляться переважно плодами, яких шукають на деревах. Рідко спускаються на землю.